# Komnino
Komnino (kaszb. Kłomnënò lub też Komnënò, niem. Kuhnhof) – wieś w Polsce, w województwie pomorskim, w powiecie słupskim, w gminie Smołdzino na Wybrzeżu Słowińskim w odległości 2 km od południowego brzegu jeziora Gardno.
W latach 1975–1998 miejscowość administracyjnie należała do województwa słupskiego.

## Nazwa
Nazwa ma pochodzenie słowiańskie i charakter kulturowy. Powstała przez dodanie do rzeczownika pospolitego kłomia, kłomla „sieć rybacka” formantu -ino. Friedrich Lorentz odnotował formę nazwy miejscowości w lokalnych gwarach słowińskich: Kʉ̀ɵ̯mńinɵ wraz z nazwami mieszkańców – zarówno z pominiętym formantem -in-: Kʉ̀ɵ̯mńȯu̯n, Kʉ̀ɵ̯mńȯu̯nkă „komninianin, komninianka”, jak i w postaci pełnej: Kʉ̀ɵ̯mńińȯu̯n, Kʉ̀ɵ̯mńińȯu̯nkă „ts.”. Współczesna polska nazwa Komnino powstała przez elipsę -ł- ze spodziewanej nazwy *Kłomnino w wyniku zinterpretowania dźwięku [w] jako typowej dla pomorskich dialektów lechickich prelabializacji.
Niemiecka nazwa Kuhnhof, wzmiankowana po raz pierwszy w 1628, jest niezwiązana z nazwą słowiańską. Ma charakter dzierżawczy i jest zrostem złożonym z dwóch członów: nazwy osobowej Kuhn i nazwy pospolitej Hof „zagroda, folwark”.
Rada Języka Kaszubskiego proponuje kaszubską formę nazwy Kòmnino.

## Historia
Po II wojnie światowej komisja nazewnicza nie powróciła do starej nazwy kaszubskiej, nawiązującej przez prefiks kłomia (sieć rybacka) do podstawowego zajęcia ówczesnych Kaszubów i nadała miejscowości nazwę Komnino.